# James Dewees
James Matthew Dewees (* 13. března 1976 Liberty, Missouri) je americký hudebník, nejvíce známý svou spoluprací se skupinami jako jsou The Get Up Kids, Reggie And Full Effect a My Chemical Romance. Podílel se také na dalších hudebních projektech včetně New Found Glory, Leathermouth a Death Spells. V roce 2007 se stal koncertním klávesistou ve skupině My Chemical Romance. V roce 2012 se stal oficiálním členem této skupiny, i když na jen krátkou dobu, v roce 2013 se skupina rozešla. Dne 7. září 2019 bylo na Instagramu skupiny oznámeno, že již není členem skupiny The Get Up Kids.